# Tadpole Island
Tadpole Island (von englisch tadpole ‚Kaulquappe‘) ist eine Insel in der Gruppe der Biscoe-Inseln vor der Graham-Küste des Grahamlands auf der Antarktischen Halbinsel. Sie liegt unmittelbar nördlich des Ferin Head. 
Teilnehmer der British Graham Land Expedition (1934–1937) unter der Leitung des australischen Polarforschers John Rymill kartierten sie. Das UK Antarctic Place-Names Committee verlieh ihr 1959 den an ihre Form angelehnten deskriptiven Namen.